# 알하라피인 SC
알하라피인 SC(아랍어: نادي الحرفيين الرياضي)는 알레포를 연고로 하는 시리아의 축구단이다. 현재 시리아 1부 리그에 참가하고 있다.